# Bert Stern
Bertram Stern (* 3. Oktober 1929 in Brooklyn, New York; † 26. Juni 2013 in Manhattan, New York) war ein US-amerikanischer Mode- und Werbefotograf. Berühmt wurde er vor allem durch die Fotosession The Last Sitting mit Marilyn Monroe für die Zeitschrift Vogue.

## Leben
Geboren und aufgewachsen als Kind jüdischer Einwanderer in Brooklyn, schmiss Bertram „Bert“ Stern mit 16 Jahren die Schule hin. Er bekam einen Job in der Postabteilung des Look Magazine. Dort befreundete er sich mit dem Hausfotografen Stanley Kubrick. Nach weiteren Jobs als Bürohilfskraft für diverse Magazine, fing er 1949 als Artdirector beim Modemagazin Mayfair an. Seine Arbeit förderte sein Interesse an der Fotografie, so dass er – fernab der Heimat als Soldat im Koreakrieg – erste Fotos schoss.
1953 erhielt er einen Auftrag, Fotos für eine Werbekampagne von Smirnoff Wodka zu produzieren. Diese Aufnahmen waren durchaus erfolgreich, so dass er sich entschloss, hauptberuflich Fotograf zu werden. Neben Werbeaufnahmen produzierte er 1958 den Dokumentarfilm Jazz an einem Sommerabend (Jazz on a Summer’s Day) über das Newport Jazz Festival, der ihm zu einer größeren Bekanntheit verhalf.
So erhielt er neben Aufträgen für Anzeigenkampagnen zunehmend die Chance, Porträtaufnahmen für Artikel zu produzieren. Bereits im November 1960 zierte eines seiner Fotos das Titelbild der Zeitschrift Vogue, dies war der endgültige Durchbruch. Es folgten viele Foto-Shootings mit Prominenten, besonders aus der Filmbranche wie Elizabeth Taylor, Sophia Loren, Audrey Hepburn und Brigitte Bardot. Später kamen Sharon Tate, Twiggy, Marisa Berenson, Liza Minnelli und Veruschka von Lehndorff dazu.
Kurz vor Marilyn Monroes plötzlichem Tod erhielt Stern 1962 die Erlaubnis, mit der Schauspielerin ein dreitägiges Fotoshooting für die Vogue abzuhalten. Diese als The Last Sitting (die letzte Sitzung) bekannten Aufnahmen machten ihn weltberühmt. Einige Kontaktabzüge, auf denen sie sich alt oder unvorteilhaft aufgenommen vorkam, zensierte oder vernichtete sie allerdings dabei, indem sie die Dias mit Nagellack „X-te“ oder mit Haarnadeln zerkratzte. Selbst diese Fotos erlangten Kultstatus. Insgesamt entstanden 2.571 Mode-, Porträt- und Aktaufnahmen, von denen seinerzeit nur etwa ein Dutzend veröffentlicht werden konnte.
Auf dem Höhepunkt seiner Karriere Ende der 1960er, Anfang der 1970er Jahre buchte er bis zu sieben Fototermine pro Tag.
Stern hatte zwei Töchter und einen Sohn aus der Ehe mit der Balletttänzerin Allegra Kent, die 1975 geschieden wurde. In seinen letzten Lebensjahren war er verheiratet mit der Filmemacherin Shannah Laumeister. Bert Stern starb 83-jährig am 26. Juni 2013 in seiner Wohnung im Osten von Midtown Manhattan.

## Dokumentation
- Bert Stern – The Man Who Shot Marilyn (Bert Stern: Original Madman) – Filmporträt über den Fotografen von Shannah Laumeister aus dem Jahr 2011[6]